# Son Ferrer

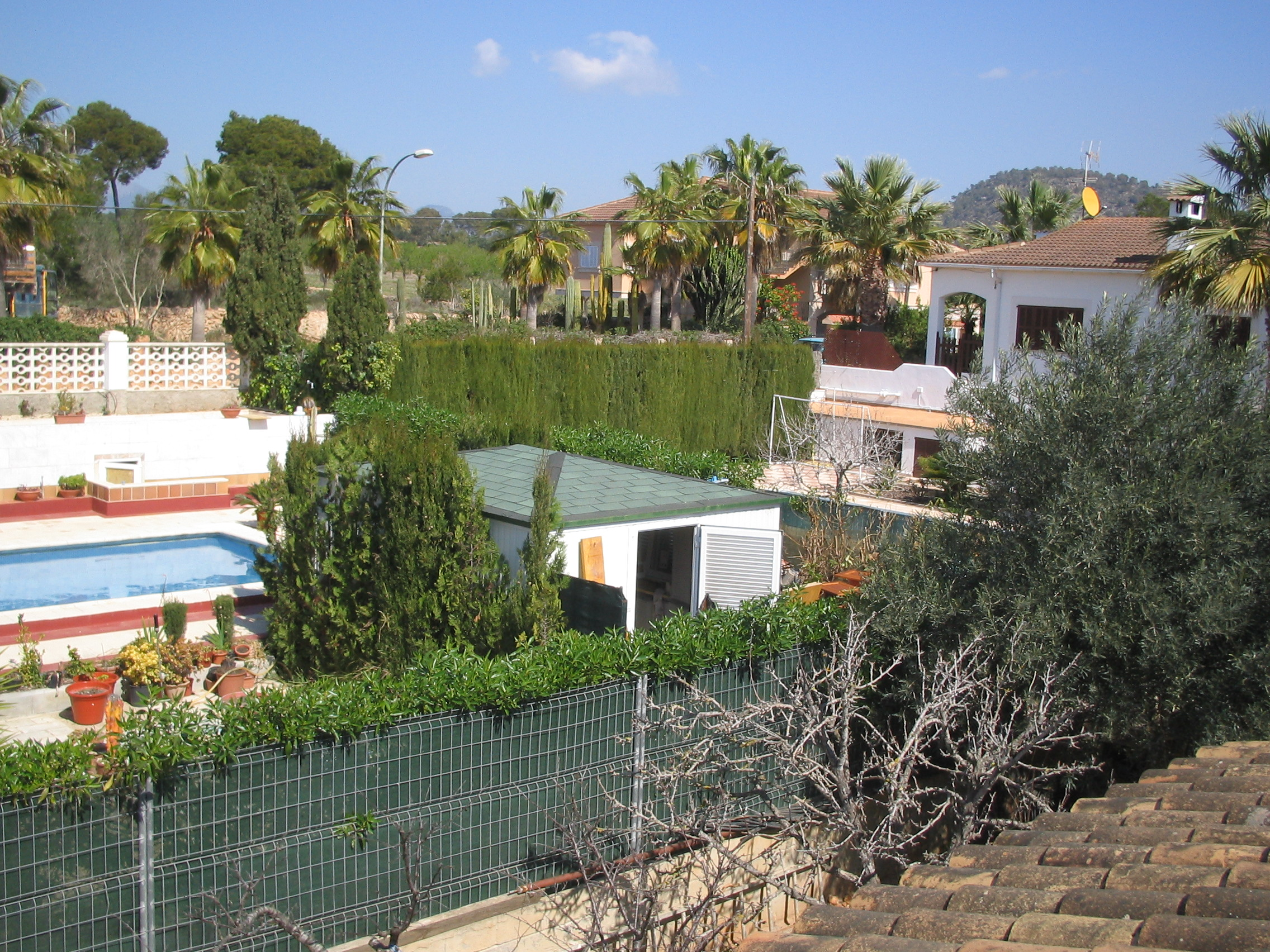
Zona residencial de Son Ferrer

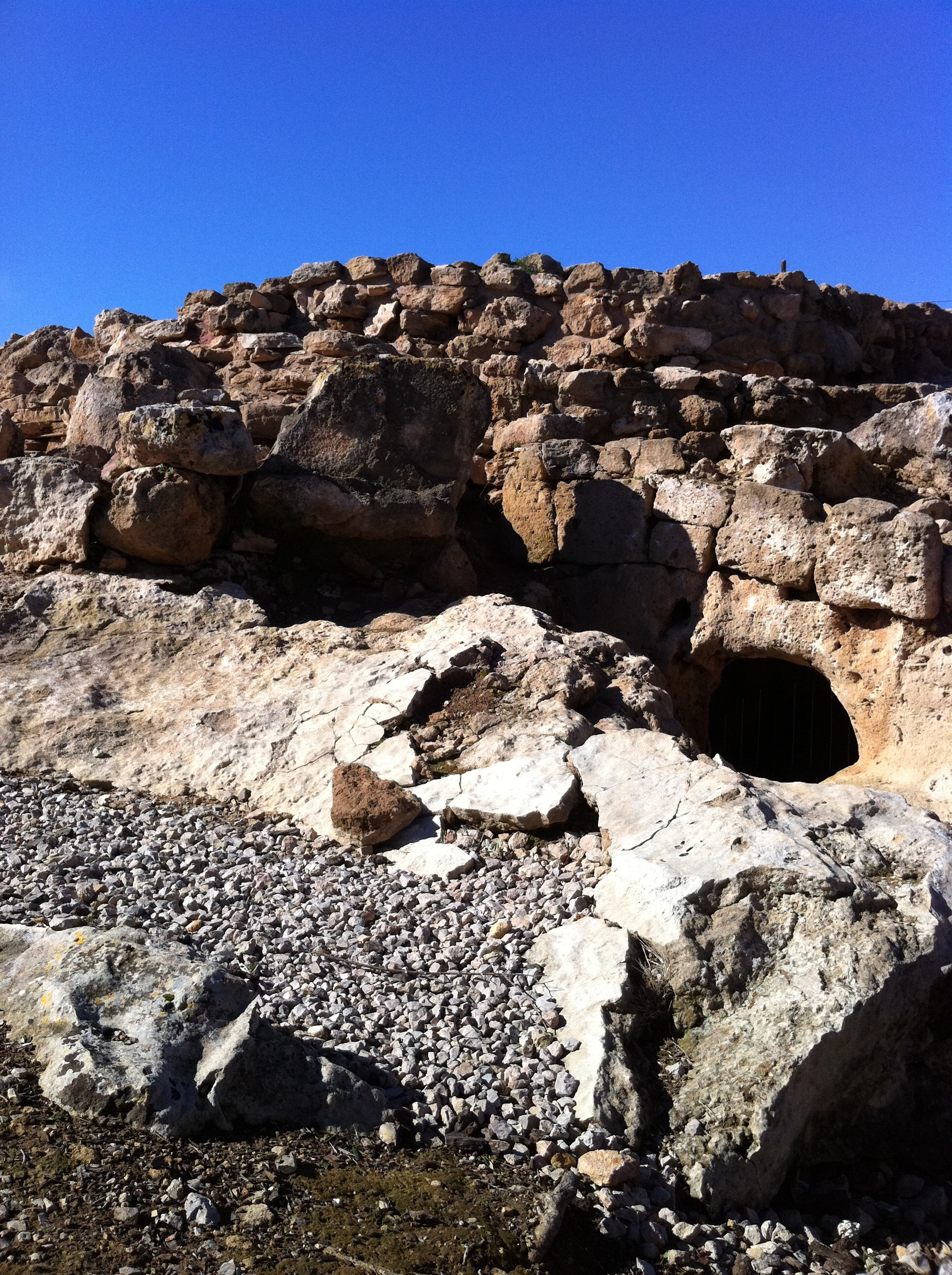
Túmul de Son Ferrer

Son Ferrer és un nucli urbà situat en el terme municipal de Calvià. Es troba a 15,9 km de la ciutat de Palma. Té una població de 5022 habitants. És un nucli molt recent, té només 25 anys d'antiguitat.
La població té un institut d'educació secundària des de fa 10 anys.

## Història
Abans d'esdevenir terreny urbanitzable consistia en les terres de l'encara existent el 2008, Can Ferrer, masia mallorquina amb centenars d'ametllers, moreres, figueres i garroferes (els quals van seguir conservant-se fins al 2008, quan la venda de la majoria de les parcel·les disponibles va fer que desapareguessin). Està envoltada per boscos de pins i és adjacent a altres masies com La Porrassa i Son Llebre. Forma part de l'entramat del Passeig Calvià, considerat com el "pulmó verd" del municipi. És adjacent cap a l'est amb La Porrassa, amb la urbanització El Toro a l'oest, amb la urbanització Santa Ponça cap al nord i amb el "Camp de Golf Poniente" cap al sud, i es troba junt al Puig de Saragossa" i junt a l'àrea boscosa de Cala Figuera. Està dividida en dues zones, la zona comercial on únicament es permeten comerços, a més d'habitatges, i la zona residencial on únicament hi ha habitatges.
Les terres pertanyien al terratinent Antonio Seguí Ferrer i aquest, tot adaptant el negoci als temps, les va vendre a l'Ajuntament de Calvià, el qual va dissenyar la urbanització, va promocionar i va gestionar la venda de les parcel·les. La localitat és part de l'àrea que constitueix el Parc arqueològic Puig de sa Morisca per contenir restes megalítiques com una naveta, una cova sepulcral (Túmul de Son Ferrer) i part d'un talaiot que li atorguen un notable valor arqueològic.